# 金日成・金正日主義研究
金日成・金正日主義研究（キムイルソン・キムジョンイルしゅぎけんきゅう）は、金日成・金正日主義研究会が発行する季刊理論誌。1977年創刊。創刊から第141号までの誌名は「キムイルソン主義研究」で、金正日総書記没後の第142号より現雑誌名に変更。毎年1月15日、4月15日、7月15日、10月15日に発行されており、2019年9月の時点で169号を数える。

## 概要と歴史
金正日亡き後は、新たに朝鮮民主主義人民共和国の最高指導者となった金正恩のメッセージが毎号掲載されている。そのほか、チュチェ思想（主体思想）についての研究記事などが多く掲載されているのがこの雑誌である。
日本キムイルソン主義研究会は、群馬大学医学部で活動をしていた尾上健一が群馬ハンセン病訴訟をきっかけにチュチェ思想に触れ、創設した「群馬朝鮮問題研究会」が母体となり、キムイルソン主義普及活動の全国化に伴い結成された。

## 著名な寄稿者・インタビュー
- 尾上健一: 144号の「金正恩第一書記の思想と指導に学んだ1年」で、金正恩第一書記に倣い、金日成・金正日主義を指針として日本を反動的支配階級の支配から解放することを呼び掛けている[3]
- 鎌倉孝夫: 138号の「資本主義の本質と社会の存立・発展の基礎」で、チュチェ思想の視点による『資本論』の読み解きや現代帝国主義としての新自由主義に対する批判を展開している[4]
- 佐久川政一: 153号の「基地移設反対は県民の意思」で、「自主ぬ道 櫓舵さだみてぃ 明日を拓くチュチェ思想セミナー」における辺野古新基地建設反対や沖縄の自主について評論を展開している[5]
- 平良研一: 154号の「民意にそって平和な沖縄を」で、米軍による東京大空襲と沖縄大空襲や安倍政権による原発再稼働と「積極的平和主義」に対する批判を展開している[6]
- デヴィ・スカルノ: 141号の「人民から慕われる指導者」で、スカルノ大統領と共に金日成主席・金正日総書記に会った話や2003年以降の自身の平壌訪問の件などについて語っている[7]
- 武者小路公秀: 149号の「日本の自主と東アジアの平和」で、『金正恩著作集』を踏まえた上で、朝鮮と日本の自主平和や反植民地主義、反覇権主義などについて評論している[8]